# Granica bośniacko-czarnogórska
Granica bośniacko-czarnogórska – granica międzypaństowa pomiędzy Bośnią i Hercegowiną, a Czarnogórą o łącznej długości 249 km. Czarnogóra graniczy jedynie z Republiką Serbską, jedną z trzech części składowych Bośni i Hercegowiny.
Granica powstała w 2006 roku po podziale Serbii i Czarnogóry na Serbię i Czarnogórę (stanowi ona fragment dawnej granicy Bośni i Hercegowiny z Serbią i Czarnogórą).
| Typ     | Długość |
| ------- | ------- |
| Lądowa  | 196 km  |
| Rzeczna | 53 km   |
| Morska  | 0 km    |

## Przebieg
Granica ma początek u styku Bośni i Hercegowiny, Chorwacji i Czarnogóry, w pobliżu bośniackiej miejscowości Grab; około 700 m od tego miejsca znajduje się pierwsze przejście graniczne (Grab-Kruševice). Nieopodal miejscowości Ubla granica zaczyna przecinać na dwa państwa łańcuch górski Orjen. Najwyższy z okolicznych szczytów to leżący po czarnogórskiej stronie (895 m na płd. zach.) Zubački Kabao (1894 m n.p.m.). Następnie granica przebiega przy brzegu Jeziora Bilećko. Później przy rzece Piva znajduje się przejście Hum-Šćepan Polje (droga E762). Rzeka Piva po stronie czarnogórskiej tworzy malowniczy kanion, który jest odwiedzany przez wielu turystów. Granica kończy się na styku granic Serbii, Bośni i Hercegowiny oraz Czarnogóry w pobliżu miejscowości Đakovići.

## Przejścia graniczne
- Przejście Hum / Šćepan Polje, oddalone 83 km od Nikšicia, znajduje się na trasie Podgorica – Nikšić – Sarajewo[3].
- Przejście Vilusi / Lastva, oddalone 33 km od Nikšicia, położone jest na trasie Nikšić – Trebinje[3].

Zobacz więcej w: Przejścia graniczne Czarnogóry w sekcji Granica z Bośnią i Hercegowiną.

## Atrakcje turystyczne

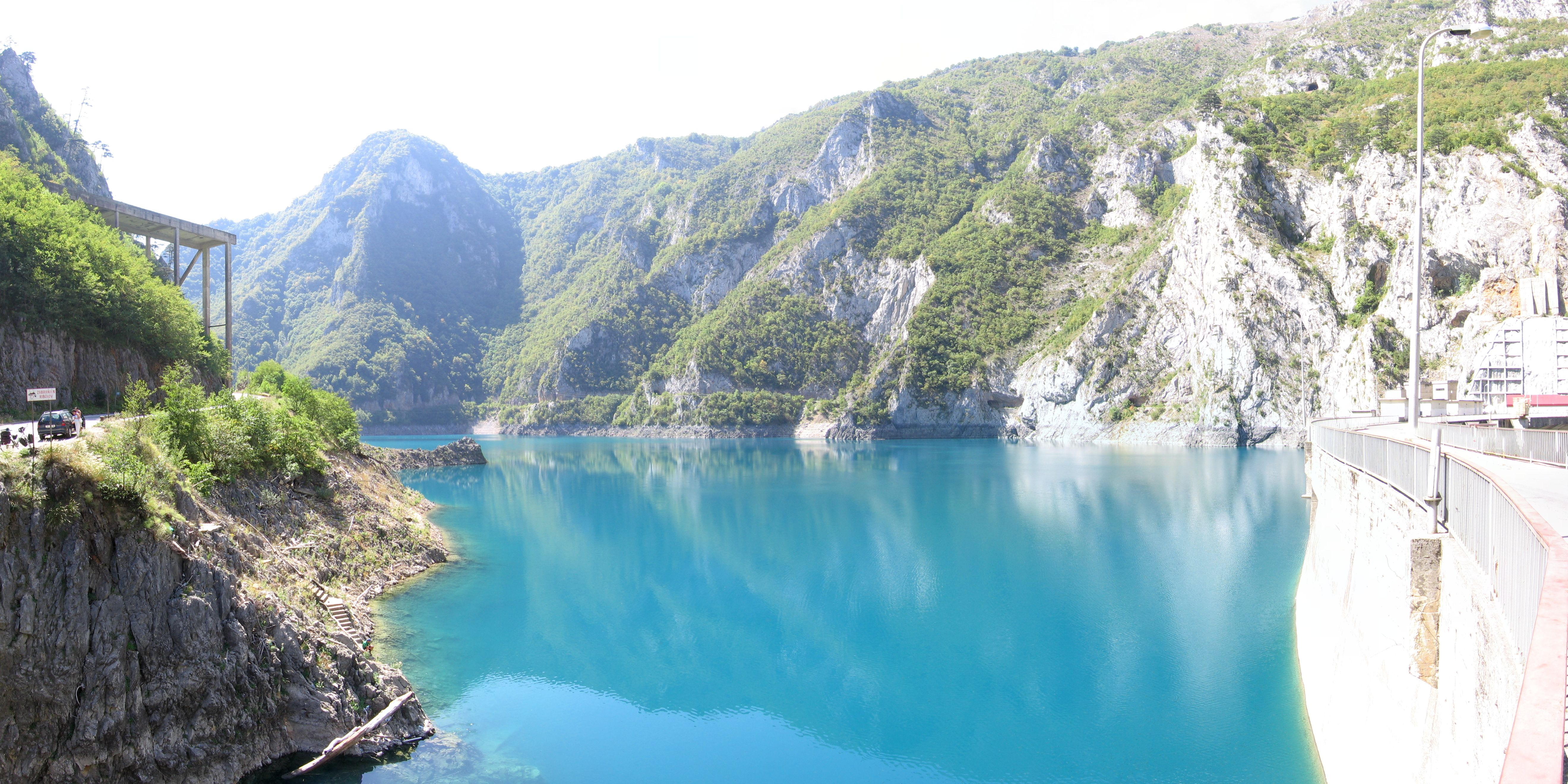
Kanion rzeki Pivy

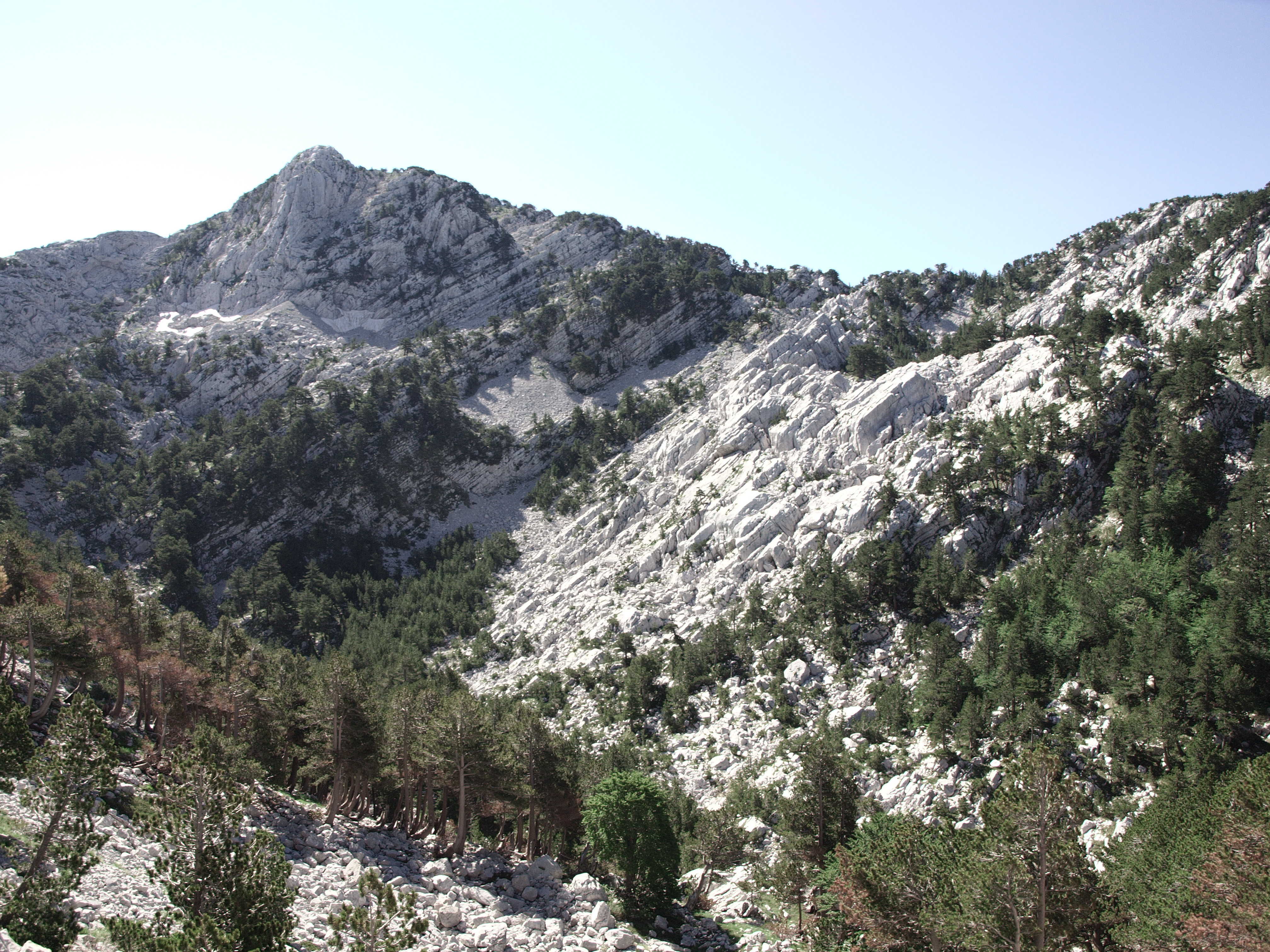
Zubački Kabao (1894 m n.p.m.); najwyższy szczyt gór Orjen

Wokół granicy skupionych jest wiele atrakcji turystycznych:
Czarnogóra
- Kanion rzeki Pivy
- Zubački Kabao
- Manastir Somina
- Manastir Svetog Save pod Orlinom

Bośnia i Hercegowina:
- Jezioro Bilećko
- Saborna crkva Svetog Save (Katedra ortodoksyjna im. świętego Sawy)

## Okręgi i gminy, które znajdują się przy granicy

### Czarnogóra
- Herceg-Novi
- Kotor
- Nikšić
- Plužine
- Žabljak
- Pljevlja

### Bośnia i Hercegowina (Republika Serbska)
- Trebinje
- Bileća
- Gacko
- Foča
- Čajniče